# Línea 802 (Suburbanos Montevideo)
La línea 802 es un servicio de transporte suburbano de Montevideo, une la Terminal Baltasar Brum con la ciudad de Los Cerrillos en el departamento de Canelones. Pertenece a la red Suburbanos del STM.
Desde 2020 esta línea pertenece al STM, al realizarse una reestructura, la cual incorpora a COPSA a dicho sistema. También funciona una variante departamental, que se transformó en la línea P802, (con recorrido acortado que sirve para realizar combinaciones con otras líneas de la empresa hacia Montevideo) entre Progreso y Los Cerrillos.